# Ixora keyensis
Ixora keyensis är en måreväxtart som beskrevs av Otto Warburg. Ixora keyensis ingår i släktet Ixora och familjen måreväxter. Inga underarter finns listade i Catalogue of Life.